# Édson Boaro
Édson Boaro, também conhecido como Édson Abobrão (São José do Rio Pardo, 3 de julho de 1959), é um ex-futebolista brasileiro e atualmente é treinador do Batatais Futebol Clube.

## Carreira

### Como jogador
Édson atuava como lateral-direito. Era eficiente no apoio ao ataque, com boa qualidade de cruzamentos. Começou nas categorias de base da Ponte Preta (onde ganhou o apelido de "Abobrão" por utilizar meiões cor de abóbora nos treinos). Ainda como jogador do time de Campinas, defendeu a Seleção Brasileira juvenil antes de se transferir para o Corinthians, no começo de 1984.
No Parque São Jorge, chegou ao ápice da carreira. Fez 226 partidas e marcou oito gols, ganhando a fama de lateral rápido. Por suas atuações, foi convocado por Telê Santana para a Copa de 1986, no México. Começou como titular, mas se contundiu e perdeu a posição para Josimar.
Começava aí o declínio de Edson. Sendo "esquecido" pelo técnico, torcida, imprensa e outros jogadores devido às atuações superiores de Josimar, Edson, ressentido, acabou atacando Telê Santana. Em um bar de Guadalajara, fez um "brinde, ao técnico mais burro e traíra do Brasil".
Telê, ao saber do fato, comentou que não se incomodava de ser chamado de burro, embora ficasse triste com o epíteto de desleal. No entanto, várias pessoas clamam que Telê foi atacado injustamente, pois nenhum técnico tiraria Josimar do time com suas atuações, mesmo com a recuperação de Edson.
Após o vazamento do fato, Edson passaria a negar ser o autor da fala, mas não foi mais convocado para a seleção, entrando em decadência, e sendo praticamente esquecido pela história.
Foi pelo Corinthians que conquistou o único título pelo clube, o Campeonato Paulista de 1988. Na primeira partida da decisão contra o Guarani, fez o gol alvinegro no empate por 1 a 1, após Neto abrir o placar para o "Bugre" com um espetacular gol de bicicleta. Jogou ainda no Palmeiras. Atualmente é técnico de futebol, onde chegou a treinar o CFZ de Brasília e, mais recentemente, em 2008, o Paysandu.

### Como treinador
Como treinador, teve passagens pelo Esporte Clube Lemense, Noroeste, Clube Atlético Lemense, Taubaté , Francana, Mauaense e São Bernardo. Na equipe do grande ABC, teve passagem como treinador das categorias de base do clube. No Jacareí, teve uma curta passagem como treinador do time júnior.
Sua última passagem em equipe profissional foi no São Bernardo, durante o Campeonato Paulista da Série A-1 de 2013.
Edson Boaro comandou a equipe do São Bernardo Futebol Clube também em 2014 e no começo de 2015. Sua demissão ocorreu por falta de resultados no campeonato paulista série A1, Boaro teve ao todo 72 partidas no comando da equipe de São Bernardo do Campo, sendo 28 vitórias, 22 empates e 22 derrotas. Sua demissão foi em 15 de março de 2015.
Em novembro de 2019, foi contratado para comandar a equipe do Batatais Futebol Clube na Série A3 do Campeonato Paulista de Futebol de 2020.

## Títulos

### Como jogador
Seleção Brasileira
- Campeão Jogos Pan-Americanos: 1979[1]

Corinthians
- Campeonato Paulista: 1988[4]

Paysandu
- Campeonato Paraense: 1992

### Como treinador
São Bernardo
- Copa Paulista: 2013

Batatais Futebol Clube
- Campeonato Paulista de Futebol de 2020 - Série A3